# Мужская сборная Перу по софтболу
Мужская национальная сборная Перу по софтболу — представляет Перу на международных софтбольных соревнованиях. Управляющей организацией выступает Федерация софтбола Перу (исп. Federación Deportiva Nacional Peruana de Softbol).

## Результаты выступлений

### Панамериканские игры
| Год       | Победы         | Поражения      | Место          |
| --------- | -------------- | -------------- | -------------- |
| 1979—2015 | не участвовали | не участвовали | не участвовали |
| 2019      | 0              | 5              | 6              |

### Чемпионаты Южной Америки
| Год  | Победы         | Поражения      | Место          |
| ---- | -------------- | -------------- | -------------- |
| 2015 | не участвовали | не участвовали | не участвовали |
| 2016 | 0              | 8              | 9              |
| 2018 | 1              | 9              | 10             |